# Bestune E01
La Bestune E01 (in cinese 奔騰E01) è un'autovettura elettrica prodotta dalla casa automobilistica cinese First Automobile Works con il marchio Bestune dal 2021.

## Descrizione
La E01 è un SUV a cinque posti di medie dimensioni, il primo di una nuova famiglia di veicoli della Bestune. Annunciata nell'agosto 2020, un mese dopo è stata ufficialmente presentata in Cina durante il Salone dell'Auto di Pechino.
Come per la Bestune T77, anche l'E01 è dotata di un assistente alla guida olografico 3D, che supporta e aiuta il guidatore nell'utilizzo e nella guida del veicolo.
La vettura è alimentato da motore elettrico da 140 kW (190 PS) e 320 Nm di coppia, alimentato da una batteria agli ioni di llitio dalla capacità di 61,34 kWh. Secondo il ciclo di omologazione NEDC, l'autonomia è di circa 450 km, con la velocità massima che si attesta sui 170 km/h.